# (8836) Aquifolium
(8836) Aquifolium (1989 SU3) – planetoida z pasa głównego asteroid okrążająca Słońce w ciągu 5,36 lat w średniej odległości 3,06 au. Odkryta 26 września 1989 roku.